# Księga dżungli (album)
Księga dżungli (zapis stylizowany: Księga Dżungli) – czwarty album studyjny polskiego rapera Kabe. Wydawnictwo ukazało się 27 października 2023 nakładem wytwórni muzycznej QueQuality w dystrybucji Step Hurt.
Album jest utrzymany w stylu muzyki hip-hop. Składa się z wersji standardowej (1 CD).
Płyta dotarła do 7. miejsca polskiej listy sprzedaży – OLiS. 

## Lista utworów
Opracowano na podstawie materiału źródłowego.
| Księga dżungli – Wersja standardowa | Księga dżungli – Wersja standardowa | Księga dżungli – Wersja standardowa |
| Nr                                  | Tytuł utworu                        | Długość                             |
| ----------------------------------- | ----------------------------------- | ----------------------------------- |
| 1.                                  | „Cartier”                           | 2:15                                |
| 2.                                  | „Amiri”                             | 2:44                                |
| 3.                                  | „Otwarty dach”                      | 2:18                                |
| 4.                                  | „Plaque PL”                         | 2:16                                |
| 5.                                  | „Trapstar”                          | 2:57                                |
| 6.                                  | „Kaptury i kominy”                  | 2:41                                |
| 7.                                  | „Kapie” (oraz Elh Kmer)             | 2:05                                |
| 8.                                  | „Kalendarz”                         | 3:19                                |
| 9.                                  | „Pada deszcz” (oraz Sokra)          | 2:53                                |
| 10.                                 | „Widok na morze”                    | 3:17                                |
|                                     |                                     | 26:45                               |

## Pozycja na liście sprzedaży

### Pozycja na liście tygodniowej
| Kraj   | Lista (2023)  | Najwyższa pozycja |
| ------ | ------------- | ----------------- |
| Polska | OLiS – albumy | 7                 |